# 王見龍
王见龙（？—1624年），號井儲，河南汝寧府光州人，明朝政治人物。

## 生平
三月二十六日生。万历四十三年（1615年）乙卯科第三十二名舉人，四十四年（1616年）丙辰科进士，工部觀政，四十五年初授沂水县知县，性体敦厚，与民相安。天啓元年本省同考，二年擢禮部儀制司主事，四年卒。

## 家族
曾祖王始。祖父王天祥。父王突。